# Sing the Sorrow
Sing The Sorrow är ett album från punkbandet AFI som släpptes 11 mars 2003.

## Låtar på albumet
1. Miseria Cantare (The Beginning)
2. The Leaving Song Pt. 2
3. Bleed Black
4. Silver and Cold
5. Dancing Through Sunday
6. Girl's Not Grey
7. Death of Seasons
8. The Great Disappointment
9. Paper Airplanes (Makeshift Wings)
10. This Celluloid Dream
11. The Leaving Song
12. ...But Home is Nowhere
13. This Time Imperfect (gömd låt)
14. (Synesthesia - UK edition only)
15. (Now The World - UK edition only)